# اندیس بازرگان و ده ملک
بازرگان و ده ملک یک اندیس فلزی است که در حوالی شهر داراب استان فارس قرار دارد و مادهٔ معدنی موجود در آن، مس است.  